# 김명중 (교육인)
김명중(金明中, 1957년 2월 28일~ )은 대한민국의 대학 교수 겸 저술가이다. 제10대 EBS 한국교육방송공사 사장이기도 한 그는 지난날 아리랑 국제방송 부사장을 지내기도 했다.

## 주요 경력

### 주요 이력
- 2022년 3월 7일  EBS 사장 퇴임
- 2019 ~ 2021 EBS 사장
- 2019 ~ 2021 한국방송협회 부회장 (현)
- 1994 ~ 2019 호남대학교 신문방송학과 교수
- 2017 ~ 2018 방송통신위원회 방송미래발전위원회 제1분과위원장
- 2005 ~ 2018 문화체육관광부 방송영상리더스포럼 좌장
- 2018 ~ 2018 UNESCO 미디어아트창의도시 광주 협의회장
- 2015 ~ 2018 광주비엔날레 재단 자문위원장
- 2015 ~ 2017 문화체육관광부 자체평가위원
- 2010 ~ 2013 국악방송 비상임 이사
- 2006 ~ 2007 국무총리산하 방송통신융합추진위원회 민간위원
- 2007 ~ 2007 기획예산처 정부산하기관 경영평가단 위원
- 2007 ~ 2008 한국방송광고공사 상임감사
- 2004 ~ 2006 국제방송교류재단(아리랑TV) 부사장
- 2000 ~ 2001 MBC 사장경영자문위원
- 1990 ~ 1996 KBS 뉴미디어위원회 객원연구위원

### 학력
- 남성고등학교 졸업(1974년)
- 중앙대학교 신문방송학과 학사(1981년)
- 중앙대학교 대학원 매스컴 석사(1983년)
- 독일 뮌스터 대학교 대학원 커뮤니케이션학 박사(1989년)

### 비학위 수료
- 독일 카셀 대학교 언론학연구과정 수료(1989년)

## 저서
- 《디지털 시대의 위성방송론》(나남 출판 - 1998.01.06.)
- 《디지털 컨버전스》(커뮤니케이션 북스- 2004.04.20.)

| 전임 장해랑 | 제10대 한국교육방송공사 사장 2019년 3월~2022년 3월 | 후임 김유열 |